# Ferrovia Monte Generoso
| Generoso Vetta mit Doppeltriebwagen Bhe 4/8 |                     |                                     |                                     |
| |                     |                                     |                                     |
| Streckennummer (BAV): | 636                 |                                     |                                     |
| Fahrplanfeld: | 636                 |                                     |                                     |
| Streckenlänge: | 8,991 km            |                                     |                                     |
| Spurweite: | 800 mm (Schmalspur) |                                     |                                     |
| Stromsystem: | 850 V =             |                                     |                                     |
| Maximale Neigung: | 220 ‰               |                                     |                                     |
| Minimaler Radius: | 60 m                |                                     |                                     |
| Zahnstangensystem: | Abt                 |                                     |                                     |
| |                     |                                     |                                     |
| Capolago–Generoso |                     |                                     |                                     |
| \| \| \| SBB von Bellinzona \| \| \| \| 0,00 \| Capolago Lago Schifflände \| 273 m ü. M. \| \| \| \| Depot \| 273 m ü. M. \| \| \| 0,29 \| Capolago-Riva S. Vitale \| 274 m ü. M. \| \| \| \| SBB nach Chiasso \| \| \| \| \| Via Municipio (Cantine di Capolago) \| \| \| \| \| Via Belvedere \| \| \| \| \| Autobahn A2 \| \| \| \| \| Via Campaccio \| \| \| \| \| Lehnen (26 m) \| \| \| \| \| Kehrtunnel San Nicolao (167 m) \| \| \| \| 3,05 \| S. Nicolao \| 699 m ü. M. \| \| \| \| Scereda (72 m) \| \| \| \| \| Via Lunga \| \| \| \| \| Via Lunga \| \| \| \| 6,40 \| Bellavista \| 1221 m ü. M. \| \| \| \| Bellavista (98 m) \| \| \| \| \| Piancone (49 m) \| \| \| \| \| gemauerter Bahndamm (105 m) \| \| \| \| \| Vellao (32 m) \| \| \| \| 8,99 \| Monte Generoso Vetta \| 1601 m ü. M. \| \| \| \| Monte Generoso \| 1701 m ü. M. \| \| \| \| \| \| \| Quellen: [1][2][3][4] \| \| \| \| |                     |                                     |                                     |
| |                     | SBB von Bellinzona                  |                                     |
| Haltepunkt / Haltestelle Streckenanfang | 0,00                | Capolago Lago Schifflände           | 273 m ü. M.                         |
| Dienststation / Betriebs- oder Güterbahnhof |                     | Depot                               | 273 m ü. M.                         |
| Bahnhof | 0,29                | Capolago-Riva S. Vitale             | 274 m ü. M.                         |
| |                     | SBB nach Chiasso                    |                                     |
| Bahnübergang |                     | Via Municipio (Cantine di Capolago) | Via Municipio (Cantine di Capolago) |
| Strecke |                     | Via Belvedere                       | Via Belvedere                       |
| |                     | Autobahn A2                         |                                     |
| Bahnübergang |                     | Via Campaccio                       | Via Campaccio                       |
| Strecke von links (im Tunnel) · Strecke nach rechts |                     | Lehnen (26 m)                       | Lehnen (26 m)                       |
| Strecke nach links (im Tunnel) · Strecke von rechts |                     | Kehrtunnel San Nicolao (167 m)      | Kehrtunnel San Nicolao (167 m)      |
| Bahnhof | 3,05                | S. Nicolao                          | 699 m ü. M.                         |
| Tunnel |                     | Scereda (72 m)                      | Scereda (72 m)                      |
| Brücke |                     | Via Lunga                           | Via Lunga                           |
| Bahnübergang |                     | Via Lunga                           | Via Lunga                           |
| Bahnhof | 6,40                | Bellavista                          | 1221 m ü. M.                        |
| Tunnel |                     | Bellavista (98 m)                   | Bellavista (98 m)                   |
| Tunnel |                     | Piancone (49 m)                     | Piancone (49 m)                     |
| |                     | gemauerter Bahndamm (105 m)         |                                     |
| Tunnel |                     | Vellao (32 m)                       | Vellao (32 m)                       |
| Kopfbahnhof Streckenende | 8,99                | Monte Generoso Vetta                | 1601 m ü. M.                        |
| |                     | Monte Generoso                      | 1701 m ü. M.                        |
| |                     |                                     |                                     |
| Quellen: |                     |                                     |                                     |

Die Ferrovia Monte Generoso SA, abgekürzt MG (deutsch: Monte-Generoso-Bahn) ist ursprünglich eine schweizerische Eisenbahngesellschaft in der Form einer Aktiengesellschaft mit Sitz in Capolago. Sie ist im Besitz des Migros-Genossenschafts-Bundes und betreibt die einzige schweizerische Schmalspur-Zahnradbahn südlich der Alpen. Diese führt von Capolago hinauf auf den Monte Generoso und verkehrt täglich von Anfang April bis Ende Oktober sowie von Dezember bis Ende März an Wochenenden und Feiertagen. Im Jahr 2024 zählte das Unternehmen zirka 55 Mitarbeitende.
Die Ferrovia Monte Generoso SA führt neben der Zahnradbahn noch folgende Betriebe: Das Buffet Bellavista bei der Mittelstation, das Gipfelgebäude Fiore di pietra und den Campingplatz Monte Generoso in Melano/Maroggia.

## Strecke
Ausgangspunkt der Strecke ist die Haltestelle Capolago Lago (273 m ü. M.) neben der Anlegestelle der Società Navigazione del Lago di Lugano, wo Anschluss an Kursschiffe auf dem Luganersee besteht. Allerdings wird sie nur von einem Zugpaar täglich bedient. Ausgangspunkt aller anderen Züge ist der knapp 300 m weiter südlich gelegene SBB-Bahnhof Capolago-Riva San Vitale (274 m ü. M.). Dort verläuft das Gleis vor dem Empfangsgebäude. Das Depot und die Betriebswerkstatt der Bahngesellschaft stehen beide zwischen der Uferhaltestelle und dem Bahnhof. Nach Passieren des Bahnhofs überquert die Zahnradbahn die Gotthardbahn und führt südwärts steil den Hang hinauf. In einem Kehrtunnel wendet sich die Strecke nach Norden und erreicht auf 701 m ü. M. die Haltestelle S. Nicolao. An der dem See abgewandten Seite des Hauptkamms klettert sie nun am bewaldeten Hang weiter hoch und erreicht Bellavista (1221 m ü. M.). Von 1891 bis 1938 verband die Tramway Bellavista (TB) – eine Pferdebahn mit Spurweite 600 mm – diese Haltestelle mit dem Hotel Bellavista. Nach einigen kurzen Tunnels unter dem Kamm gelangen die Züge zur Bergstation Generoso Vetta (1601 m ü. M.).
Die eingleisige Strecke ist 8,991 km lang, besitzt eine Spurweite von 800 mm und überwindet eine Höhendifferenz von 1328 m. Die komplette Strecke ist mit Zahnstange nach System Abt ausgestattet, wobei die maximale Neigung 22 % beträgt. Elektrifiziert ist sie seit 1982 mit 800 V Gleichstrom, die Stromzufuhr erfolgt über eine Oberleitung. Die Haltestellen S. Nicolao und Bellavista sind als Kreuzungsstationen angelegt, wobei fast alle Zugkreuzungen in letzterer stattfinden. Ebenfalls zwei Gleise besitzt die Bergstation.

## Stationen
| Foto | Station                 | Höhe   | Lage   |
| ---- | ----------------------- | ------ | ------ |
|      | Capolago Lago           | 0273 m | Koord. |
|      | Capolago-Riva S. Vitale | 0274 m | Koord. |
|      | S. Nicolao              | 0701 m | Koord. |
|      | Bellavista              | 1221 m | Koord. |
|      | Monte Generoso Vetta    | 1601 m | Koord. |

## Geschichte

### Projektierung
Nach dem Bau der ersten Schweizer Bergbahn, der normalspurigen Vitznau-Rigi-Bahn im Jahr 1871, kamen mehrere Jahre lang keine weiteren Anlagen hinzu. Dies hatte nicht nur mit der allgemeinen Wirtschaftsflaute nach dem Deutsch-Französischen Krieg zu tun, sondern auch mit den durch die Behörden gesetzten Rahmenbedingungen zum Bahnbau. Erst mit dem revidierten Eisenbahngesetz von 1872 war es möglich, abweichende Spurweiten zu verwenden. Der aus Mendrisio stammende Arzt Carlo Pasta wollte den Monte Generoso, einen 1701 m hohen Berg am Südrand der Alpen, touristisch erschliessen. Er liess nahe der heutigen Station Bellavista ein Hotel erbauen. Der 1867 eröffnete Albergo Monte Generoso-Bellavista hatte den Nachteil, dass er anfangs nur zu Fuss erreichbar war, später immerhin auch per Maulesel oder mit der Sänfte. Am 19. März 1874 reichte Pasta beim Bundesrat ein Konzessionsgesuch für den Bau einer normalspurigen Bergbahn von Mendrisio über Bellavista auf den Monte Generoso ein. Die Kosten erwiesen sich als zu hoch, weshalb Bauarbeiten unterblieben.

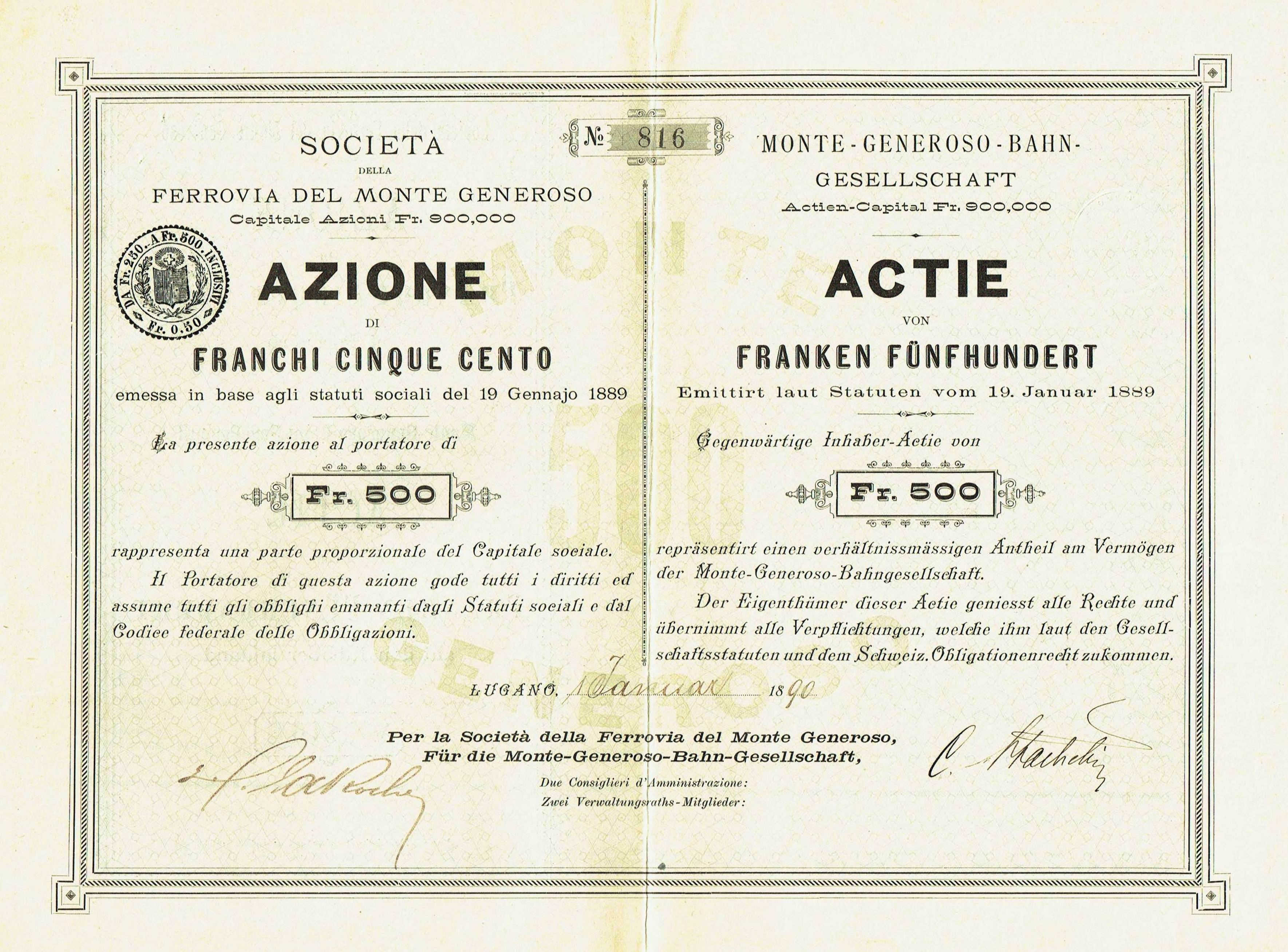
Aktie über 500 Franken der Monte-Generoso-Bahn-Gesellschaft vom 1. Januar 1890

Zwölf Jahre später wagte Pasta einen weiteren Versuch: Die von ihm am 2. Juli 1886 gegründete Società anonima del Monte Generoso erhielt eine neue Konzession für den Bau einer Zahnradbahn mit einer Spurweite von 800 mm zugesprochen. Als Ausgangspunkt war nicht mehr Mendrisio, sondern Capolago vorgesehen. Diese Streckenvariante war einerseits kostengünstiger, andererseits konnte so ein Anschluss von und zu den Schiffen auf dem Luganersee hergestellt werden. Der See lieferte auch das für den Dampfbahnbetrieb benötigte Wasser. Die Bauarbeiten unter der Leitung des Ingenieurs Carl Roman Abt begannen am 19. Januar 1889. Zur Anwendung gelangte das von ihm entwickelte System Abt, was eine deutliche Kosteneinsparung gegenüber dem System Riggenbach der Vitznau-Rigi-Bahn ermöglichte.
Die Schweizerische Lokomotiv- und Maschinenfabrik (SLM) in Winterthur lieferte sechs Zahnrad-Dampflokomotiven des Typs MG H 2/3. Sie besassen einen liegend montierten Kessel in der Mitte, mit dem Führerhaus auf der Tal- und dem kleinen Gepäckabteil auf der Bergseite. Die SIG in Neuhausen lieferte fünf offene und zwei geschlossene Personenwagen. Ihre Konzeption als Abteilwagen mit Türen an der Seite ermöglichte ein günstiges Sitzplatzgewicht. Die Wagen wurden durch einen Zentralpuffer auf den Berg gestossen, wobei die Verbindung durch einen Fallhaken so gesichert war, dass ein Personenwagen im Falle einer Notbremsung jederzeit von der Lokomotive, von dem sich auf der Bergseite des Personenwagens auf einer Plattform befindenden Bremser, gelöst werden und selbstständig zum Stillstand gebracht werden konnte. Für die SLM ergab sich auf der Grundlage der Monte-Generoso-Bahn rasch die Möglichkeit, neben der Etablierung in der Marktnische der Dampftramway-Lokomotiven, sich in der Marktnische der Bergbahn-Dampflokomotiven weltweit erfolgreich mit zwei verschiedenen Standbeinen zu etablieren.

### Eröffnung und Betrieb

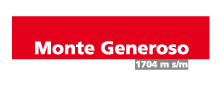
Logo der Monte-Generoso-Bahn bis 2017

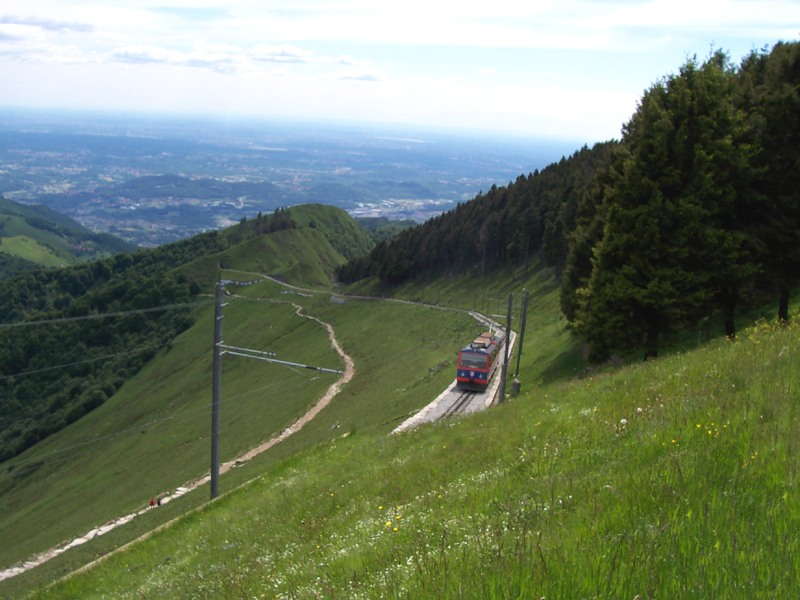
Streckenabschnitt in der Nähe der Bergstation

Nach 16 Monaten Bauzeit erfolgte am 4. Juni 1890 die Eröffnung der Monte-Generoso-Bahn. Obwohl Pasta auf diesen Zeitpunkt hin zwei weitere Hotels in Gipfelnähe hatte errichten lassen, blieben die Fahrgastfrequenzen deutlich unter den Erwartungen. Schon 1904 führten wirtschaftliche Schwierigkeiten zur Liquidation der Società anonima del Monte Generoso. Die Versuche, die Strecke wieder in Betrieb zu nehmen, waren nicht dauerhaft von Erfolg gekrönt. 1909 gründeten neue Gesellschafter die Società anonima italo-svizzera Monte Generoso, welche die Strecke übernahm. Das Unternehmen ging 1914 in Konkurs, wurde 1916 neu gegründet und 1921 rekapitalisiert. Im September 1939 wurde der Bahnbetrieb eingestellt, und eine Reaktivierung schien damals ausgeschlossen. Es gab sogar Überlegungen, die Gleise abzubauen, weil das Eisen in den Kriegsjahren ein begehrter Rohstoff war.
Gottlieb Duttweiler, der Gründer des Detailhandelskonzerns Migros, erfuhr im März 1941 vom bevorstehenden Abbruch der Bahnstrecke. Spontan entschloss er sich dazu, sie zu kaufen – gegen den Willen der Migros-Direktion. Um sein Unternehmen nicht zu sehr zu belasten, gründete er daraufhin eine Genossenschaft. Über 3000 Personen beteiligten sich daran und zeichneten Anteilscheine zu je 25 Franken. Die Genossenschaft setzte die Anlagen instand und nahm den Bahnbetrieb wieder auf. Durch die Senkung des Fahrpreises um fast zwei Drittel konnte bereits im ersten Jahr ein Anstieg der Fahrgastzahlen um das Neunfache verzeichnet werden, was das langfristige Fortbestehen der Bahn garantierte.
1954 ersetzte man die Dampflokomotiven durch zwei auf das Untergestell ehemaliger Dampflokomotiven aufgebaute Diesellokomotiven (Hm 2/3 1 und 2) sowie 1957 durch zwei vierachsige Dieseltriebwagen (Bhm 2/4 3 und 4), was einen wirtschaftlicheren Betrieb erlaubte. 1959 baute die Genossenschaft einen Zisternenwagen mit einem Fassungsvermögen von 5000 Litern, um das Gipfelrestaurant mit Wasser zu versorgen. Zwei zweiachsige Dieseltriebwagen (Bhm 1/2 5 und 6) kamen 1968 hinzu, sodass ein Jahr später die letzten Dampflokomotiven ausser Betrieb gesetzt werden konnten. Da die Genossenschaft zunehmend an die Grenzen ihrer Leistungsfähigkeit stiess, löste sie sich am 27. Juni 1980 auf. An ihre Stelle trat die heute noch bestehende Ferrovia Monte Generoso SA, die dem Migros-Genossenschafts-Bund gehört. Der Bahnbetrieb wird durch das Migros-Kulturprozent finanziert.
Eine 1979 begonnene umfangreiche Sanierung der Strecke umfasste neben der Elektrifizierung auch die Konsolidierung des Gleiskörpers und die Erweiterung der Tunnels. Der elektrische Betrieb wurde am 4. April 1982 aufgenommen. Zu diesem Zweck waren vier Doppel-Triebwagen (MG Bhe 4/8 11 bis 14) beschafft worden. Die Dampflokomotive HG 2/3 Nr. 2 von 1890 stand lange Zeit als Denkmal auf einem Sockel in Capolago. Sie wurde vollständig restauriert und betriebsfähig gemacht; seit Juni 1984 steht sie für historische Sonderfahrten zur Verfügung.
Im Jahr 2014 wurden das alte Berghotel-Restaurant Vetta Monte Generoso abgebrochen und das bei der Mittelstation gelegene Buffet Bellavista geschlossen. Am 15. April 2015 war der Baubeginn des neuen Bauwerks Fiore di pietra nahe der Bergstation, welches schließlich am 8. April 2017 eröffnet werden konnte. Das Buffet Bellavista bei der Mittelstation wurde komplett erneuert und zu Beginn der Saison 2023 wieder in Betrieb genommen.
Ab dem 11. November 2019 begann die erste von vier Phasen zur kompletten Erneuerung der Gleisanlagen. Der alte Oberbau wurde dazu vollständig abgetragen und durch neue Schienen, Zahnstangen und Stahlschwellen ersetzt. Die Wiedereröffnung verzögerte sich aber wegen der COVID-19-Pandemie bis zum 6. Juni 2020. Die zweite, dritte und vierte Phase der Oberbauerneuerung begann jeweils in den Folgejahren im November und wurde im März 2023 abgeschlossen.

## Fahrzeugpark

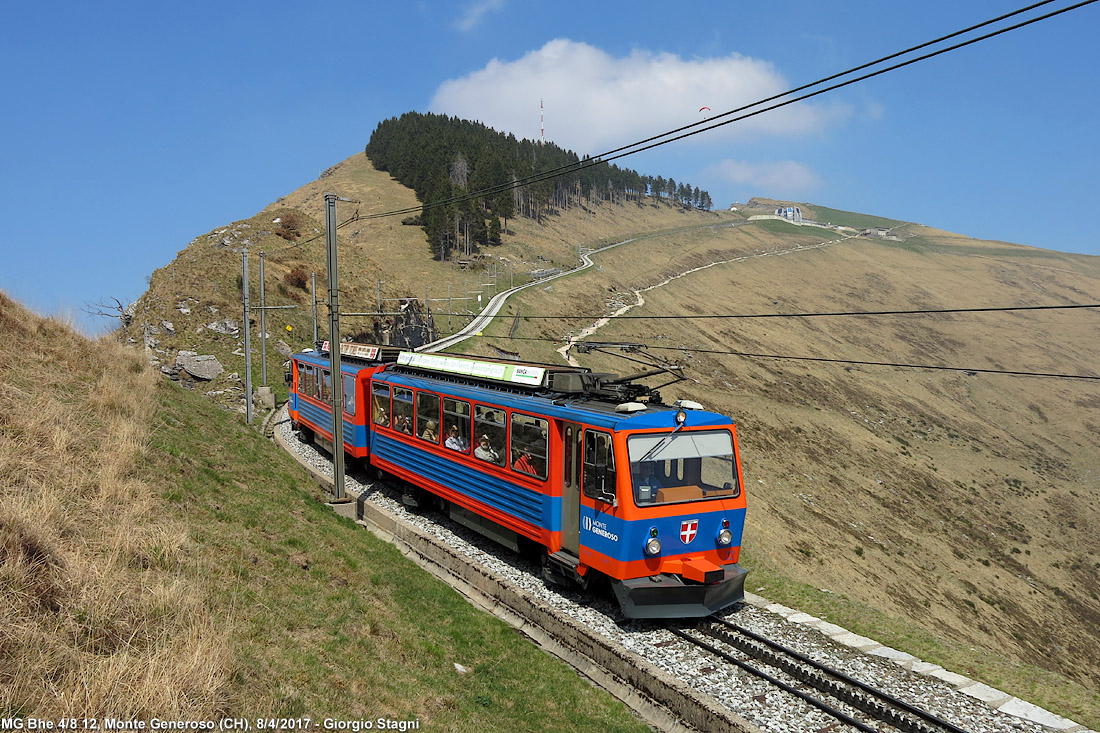
Triebwagen MG Bhe 4/8

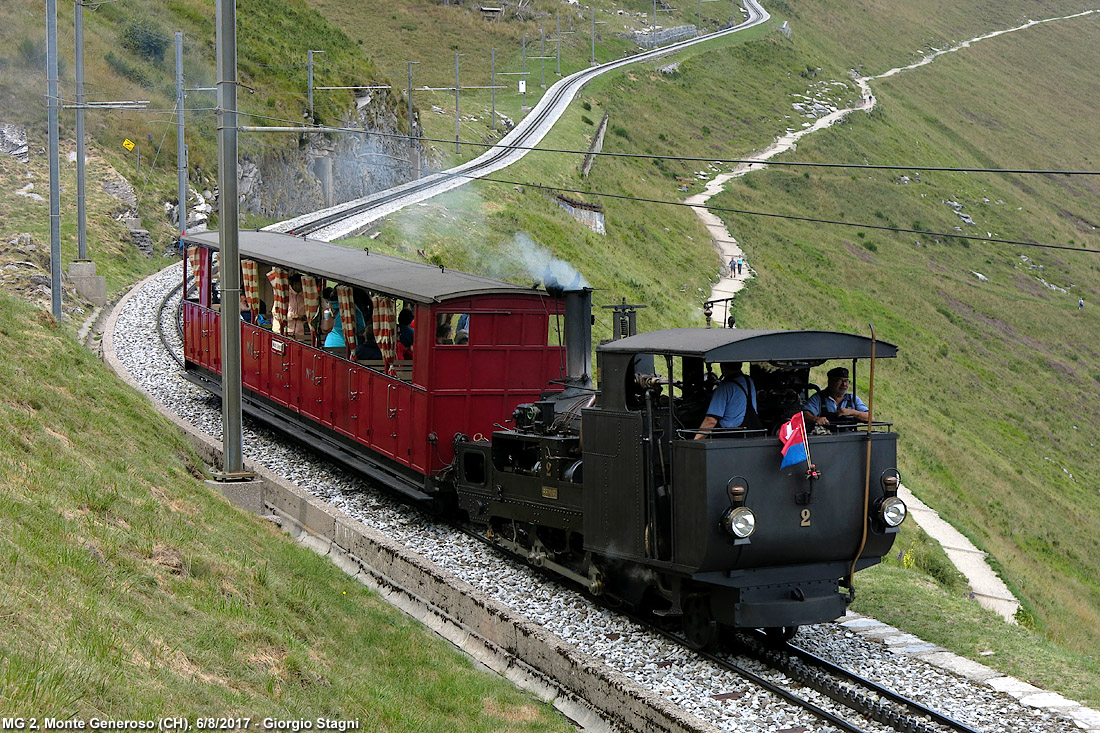
Dampflokomotive H 2/3

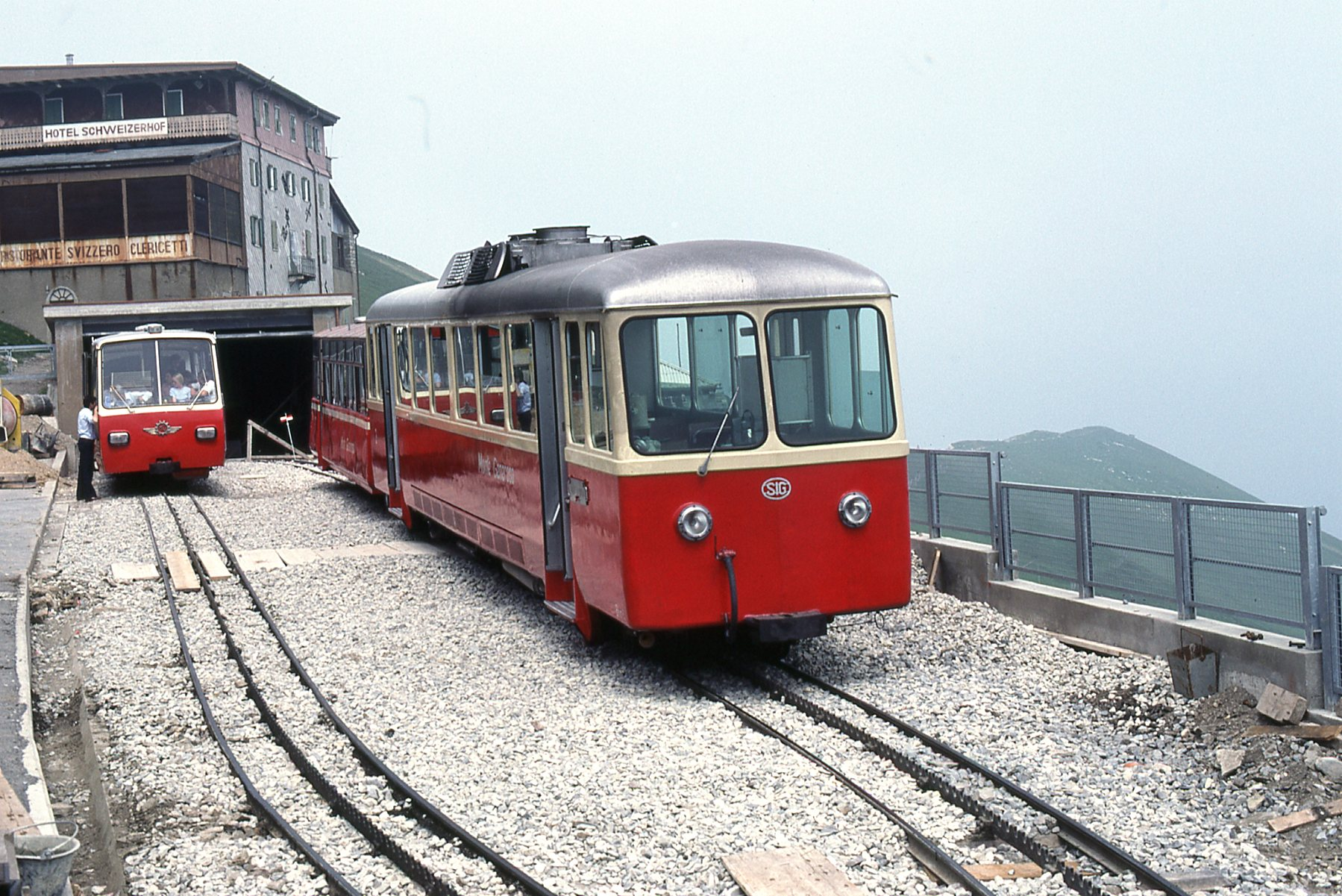
Dieseltriebwagen vor der Elektrifizierung; rechts Bhm2/4, links Bhm1/2

- Dampflokomotive H 2/3 2 (1890) SLM
- Diesellokomotive Hm 2/3 1 (1953) SLM, Monte-Generoso-Bahn, Saurer (Motor), Umbau aus H 2/3 5
- Diesellokomotive Hm 2/2 7 (1975) Bühler (Taverne), Paul Pleiger Maschinenfabrik (Blankenstein), Monte-Generoso-Bahn
- Diesellokomotive Hm 2/2 8 (1973) Eigenbau BRB, 1995 von BRB an die Montreux-Glion-Rochers-de-Naye-Bahn (MGN) verkauft; 2015 weiterverkauft an Ferrovia Monte Generoso, beschriftet als D8
- Zahnrad-Doppeltriebwagen Bhe 4/8 11–14 (1982) SLM, Siemens (weitgehend baugleich wie die 1983 durch die Zahnradbahn Glion–Rochers-de-Naye (GN) beschafften Bhe 4/8 301–303)
11: Mendrisio, bis 2007 Capolago; 12: Mendrisio; 13: Salorino; 14: San Gallo (St. Gallen)
- B4 1, ex Zahnradbahn Glion–Rochers-de-Naye (GN) AB4 18, ex. BC4 18
- weitere Personenwagen
- verschiedene Güter- und Dienstwagen
- Schneeschleuder (Strassen-Schienenfahrzeug)

## Ehemaliger Fahrzeugpark

### Dampflokomotiven
- H 2/3 1, 3–6 (1890) SLM, H 2/3 5+6 Umbau in Diesellokomotive Hm 2/3 1+2
- H 2/3 7 (1892) SLM, ex Zahnradbahn Glion–Rochers-de-Naye (GN) 4, 1962 an Brienz-Rothorn-Bahn (BRB) verkauft
- H 2/3 8 (1892) SLM, ex Zahnradbahn Glion–Rochers-de-Naye (GN) 6
- H 2/3 9 (1891) SLM, später in 1 umnummeriert, ex Zahnradbahn Glion–Rochers-de-Naye (GN) 1

### Diesellokomotive
- Diesellokomotive Hm 2/3 2 (1954) SLM, Monte-Generoso-Bahn, Saurer (Motor), Umbau aus H 2/3 6

### Dieseltriebwagen
- Dieseltriebwagen Bhm 2/4 3+4 (1957) SIG, Büssing (Motor)
- Bhm 1/2 5+6 (1968) Regazzoni (Lugano), Bühler (Taverne), Monte-Generoso-Bahn, Caterpillar (Motor)[16]